# غوردون لوكهارت بينيت
غوردون لوكهارت بينيت هو أستاذ جامعي وسياسي كندي، ولد في 10 أكتوبر 1912 في تشارلوت تاون في كندا، وتوفي بنفس المكان في 11 فبراير 2000. نشط حزبياً في الحزب الليبرالي في جزيرة الأمير إدوارد ‏. وقد انتخب Lieutenant Governor of Prince Edward Island ‏ (1974 – 1980).